# Kurt Cobain
Kurt Donald Cobain (Aberdeen, Washington, 20. veljače 1967. - Seattle, 5. travnja 1994.) bio je američki glazbenik, pjevač, tekstopisac, i umjetnik, najbolje znan kao pjevač i gitarist grunge sastava Nirvana.
Osnovao je Nirvanu 1985. godine s prijateljem Kristom Novoselicem u njihovom rodnom gradu Aberdeenu (Washington). Sastav je postao dio takozvane Seattle rock scene, izdavši svoj prvi album Bleach za nezavisnu diskografsku kuću Sub Pop 1989. Nakon potpisivanja za veliku diskografsku kuću DGC Records, sastav se probio na mainstream scenu izlaskom hita "Smells Like Teen Spirit" sa svog drugog albuma Nevermind iz 1991. Nirvana je postala vodeći sastav Generacije X, a Cobain slavljen kao predvonik iste. Cobainu je takva pažnja bila neugodna ili frustrirajuća. On je vjerovao kako se njegova poruka i umjetnička vizija krivo tumače u javnosti, zbog toga što su glavne teme u medijima bile o njegovom privatnom životu. Izazvao je Nirvaninu publiku svojim posljednjim studijskim albumom In Utero (1993).
Zadnjih godina svoga života, Cobain se borio se s ovisnošću o heroinu, bolestima i depresijom, njegovom slavom i slikom u javnosti, kao i s pritiskom medija na njega i njegovu ženu Courtney Love. 5. travnja 1994. Kurt Cobain je pronađen mrtav u svojoj kući u Seattleu. Prema službenom policijskom izvješću smrt je opisina ovako: "Samoubojstvo sa samozadanom ranom od sačmarice u glavu." Okolnosti njegove smrti su postale predmet fascinacije i rasprave. Od njihovog početka, s Cobainom kao tekstopiscem, Nirvana je samo SAD-u prodala više od 25 milijuna albuma i više od 50 milijuna u svijetu.
Ugledni glazbeni časopis Rolling Stone uvrstio je Nirvanu na 27. mjesto navećih glazbenih umjetnika svih vremena, dok je Kurt Cobain proglašen za 12. najboljeg gitarista svih vremena.

## Život i karijera

### Djetinjstvo
Kurt Cobain rođen je 20. veljače 1967. od roditelja Donalda i Wendy Cobain. Rano je počeo razvijati interes za glazbu, iz njegove obitelji kažu da je pjevao i s dvije godine.
Bio je veoma karizmatičan mladić i najviše je volio pjesmu The Beatlesa Hey Jude.
Život mu se naglo promijenio kada je imao 8 godina. Tada su mu se roditelji rastali. Za tako mladog dječaka to je bila velika promjena i njegova majka je kasnije rekla da je tada počela primjećivati kako se mali Kurt mijenja, naime počeo se sve više odvajati od svih ostalih.
1993. godine u jednom intervjuu rekao je:"Sjećam se kako me bilo sram iz nekog razloga. Sramio sam se svojih roditelja. Nisam se mogao nositi s nekim prijateljima u školi jer sam očajnički želio imati klasični, znate, tipičnu obitelj. Majka, otac, htio sam sigurnost, pa sam bio ogorčen na svoje roditelje nekoliko godina zbog toga."
Nakon godine dana života s majkom, Kurt se preselio ocu, ali njegove svađe s ocem koje su u to vrijeme djetinjstva bile normalne, natjerale su Kurta da se seli od obitelji do prijatelja.
U školi Cobain je pokazao mali interes za sport. Pa se na nagovor majke pridružio omladinskom hrvačkom timu. Iako je bio dobar u hrvanju, on ga je mrzio. Tada ga je otac prijavio za lokalni baseball klub. Ni to nije volio pa je često izostajao s treninga i utakmica.
Umjesto sporta Cobain se počeo interesirati za umjetnost. Često je crtao pod satom, najčešće nešto iz ljudske anatomije. Cobain je u školi imao prijatelja homoseksualca, pa je zbog toga dobivao batine u školi od homofobične djece. To prijateljstvo dovelo je do toga da su svi mislili da je i on homoseksualac. U jednom intervjuu rekao je kako je "gay u duhu". Rekao je također da je često sprejem ispisivao "God is Gay" (Bog je homoseksualac). 1985. uhićen je za pisanje grafita "HOMO SEX RULES" na banci. Međutim, dosje u Aberdeenskoj policiji kaže kako je napisao "Ain't got no how watchamacallit." Jednom je za novine napisao:"Nisam homoseksualac, iako bih volio da jesam samo da naljutim homofobe."
Kao tinejdžer, odrastajući u malom gradiću često je posjećivao punk rock koncerte u Seattleu.
Usred 10. razreda, ponovno se preselio majci u Aberdeen. Samo dva tjedna prije završetka, Cobain je napustio školu.
Majka mu je dala da izabere: da nađe posao ili da ode. Nakon tjedan dana Cobain je pronašao svoje stvari spakirane u kutijama. Otjeran iz kuće, Cobain je često spavao kod prijatelja a nekad se znao i odšuljati kod mame u podrum da prespava.
Kasnije je rekao da kad ne bi imao gdje da prespava, spavao je pod mostom rijeke Wishkah, i to iskustvo ga je inspiriralo da napiše pjesmu "Something in the Way". Međutim, Krist Novoselic je kasnije rekao da "Cobain nikad nije tamo živio nego je tamo provodio najviše vremena. Ne možeš živjeti na tako blatnim obalama rijeke, sa stalnom promjenom plime i oseke.
Pri kraju 1986. uselio se u kuću za koju je sam plaćao stanarinu. U to vrijeme, često je putovao u grad Olympia na rock koncerte.

### Nirvana
Za svoj 14. rođendan, ujak mu je ponudio gitaru ili bicikl za poklon; Kurt je izabrao gitaru i počeo učiti pjesme uglavnom od AC/DC-a i nešto kasnije počeo je raditi na svojim pjesmama.
Dok je bio na probi njegovog omiljenog sastava The Melvins, upoznao je Krista Novoselica, obožavatelja punk rocka.
Novoselicova mama je imala frizerski salon pa su njih dvojica često vježbali na katu. Nekoliko godina kasnije, Cobain je pokušavao nagovoriti Novoselica da osnuju sastav. Nakon dužeg vremena nagovaranja, Novoselic je pristao i tako su nastali početci Nirvane.
Tijekom zajedničkog sviranja mijenjali su puno imena za sastav ali i bubnjare. Prvo su svirali s Chadom Channingom s kojim su snimili prvi album "Bleach".
Na početku snimanja Neverminda bili su nezadovoljni Channingom i našli zamjenu u Daveu Grohlu i to će biti najslavnija postava jednog od najpoznatijih sastava u povijesti.
Osjećao se "progonjenim" od strane medija, u mrzio je ljude koji su tvrdili da su obožavatelji sastava ali su u potpunosti promašili poruku koju je Nirvana slala kroz svoje pjesme.
Jedan incident je pogotovo uzrujao Cobaina. Dvojica muškaraca koji su silovali ženu pritom pjevajući Nirvaninu pjesmu "Polly".
Cobain je žustro osudio incident kazavši kako je teško kada u publici imate takvo stvorenje kao ta dvojica muškaraca.

### Brak
Courtney Love i Kurt su se upoznali 1989. u Portlandu i odmah se zaljubili. Oboje su se često zajedno drogirali.
1992. Love je saznala da je trudna. Nekoliko dana kasnije, Vjenčali su se na Havajima. "U nekoliko mjeseci zaručio sam se i moje ponašanje se drastično promijenilo."
"Ne mogu vjerovati koliko sam sretniji. Nekada čak i zaboravim da sam u sastavu. Toliko sam zaslijepljen ljubavlju. Znam da to zvuči smiješno ali je istina. Mogao bih izaći iz sastava. Nije me briga, ali sam pod ugovorom."
U kolovozu, kći im je rođena. Nazvali su je Frances Bean Cobain. Ovo neobično ime (bean - eng. grah) su joj dali jer kada je Cobain vidio dijete na ultrazvuku izgledalo je kao bubreg.
Ime je dobila po Francesu Mckeeu iz britanskog sastava The Vaselines a ne Frances Farmer kako negdje piše.
Courtney Love obožavatelji nisu voljeli; kritizirali su je da koristi Kurta da postane slavna. Slično kao kritike na račun Yoko Ono da je s Johnom Lennonom iz istog razloga.
Također kruže glasine da je Cobain napisao većinu pjesama na Courtneyinom albumu iz 1996. Međutim nema dokaza koji bi išli u korist toj teoriji.
Godine 1992. u članku u magazinu Vanity Fair Love je priznala da je konzumirala heroin za vrijeme trudnoće za koju ona još tada nije znala. Love je kasnije rekla kako je Vanity Fair nije razumio, ali njezina izjava je započela kontroverze oko Kurta i nje.
Nakon te izjave novinari su progonili par kako bi saznali hoće li mala Frances biti ovisna o heroinu po rođenju.
Odjel policije iz Los Angelesa za djecu pozvao je Cobainove na sud pod optužbom kako je konzumiranje droge od njih napravilo neodgovorne roditelje.
Dvomjesečna Frances oduzeta je od Cobainovih i poslana kod Courtnyne neste na čuvanje na nekoliko tjedana dok se ne završi sudski proces nakon kojeg je Frances vraćena roditeljima. Par je kasnije morao redovito posjećivati socijalnog radnika i predavati uzorke urina za porvjeru o konzumaciji droge.

### Ovisnost o drogi
Tijekom svog života Cobain se borio s kroničnim bronhitisom i boli zbog nedijagnosticirane boli u trbuhu. Ta bol u trbuhu ga je i psihički potresala zbog čega je Cobain proveo mnogo vremena pokušavajući pronaći uzrok. Međutim, niti jedan doktor nije mogao utvrditi zbog čega ima tegobe. Mnogi su nagađali da bi to moglo biti od boli pretrpljene zbog razvoda roditelja ili od stresa na nastupima.
Prvo iskustvo s drogom bilo je pušenje marihuane s 13 godina, a prvo iskustvo s heroinom bilo je negdje otprilike 1986. godine. Cobain je povremeno uzimao heroin, ali na kraju 1990. godine preraslo je u ovisnost. Rekao je da je bio odlučan u uzimanju heroina kako bi ublažio bol u trbuhu. Izjavio je:"Počeo sam uzimati heroin tri dana za redom i nisam imao bolove u trbuhu. To je bilo veliko olakšanje."
Trošenje heroina počelo je utcjecati i na sastav jer se Cobain često znao onesvijestiti tijekom fotografiranja. Jedan primjer toga se dogodio za vrijeme kada se sastav slikao s jednom fotografom. Cobain si je prije toga dao dozu heroina i nekoliko puta za vrijeme snimanja kratko onesvijestio.
Kako su godine prolazile tako se njegova ovisnost pogoršavala. Njegov prvi pokušaj odvikavanja bio je 1992. nedugo nakon što je otkrio da će postati otac. Odmah nakon izlaska s rehabilitacije, sastav je krenuo na turneju po Australiji gdje se Cobain pojavljivao blijed i vidljivo bolestan na nastupima. Nedugo nakon završetka turneje, nastavio je konzumirati heroin.
Prije nastupa u New Yorku 1993. Cobain se predozirao, ali Courtney mu je dala injekciju koja mu je bila prepisana kao lijek da dođe k sebi. Cobain je nastavio nastupe s Nirvanom ne pokazujući nikakve čudne znakove u ponašanju i zdravlju.

### Zadnji mjeseci života i smrt
Godine 1994. Europska turneja Nirvane prekinuta je u Njemačkoj jer je Cobainu dijagnosticiran bronhitis i laringitis. Sljedeći dan odletio je avionom u Rim na liječenje gdje je dva dana kasnije došla i Courtney. Sljedećeg jutra pronašla je Cobaina predoziranog miješanjem šampanjca i lijekova koje je pio. Odmah je prevezen u bolnicu gdje je čitav dan proveo onesviješten. Nakon pet dana u bolnici, Cobain je bio otpušten kući, i odletio kući u Seattle. Love je izjavila da je taj incident u bolnici bio njegov prvi pokušaj samoubojstva.
18. ožujka, Love je nazvala policiju i rekla im da je Cobain sklon samoubojstvu i da se zaključao u sobi s pištoljem. Policija je stigla i zaplijenila nekoliko pištolja i Cobainove tablete, koji je govorio da nema nikakve samoubilačke sklonosti te da se zaključao da se sakrije od Courtney. Kada je bila ispitana od policije, Love je priznala da Cobain nikada nije spomenuo da je sklon samoubojstvu i da ga nije vidjela s pištoljem.
Love je organizirala skup zbog Cobainove uporabe droge. Desetero ljudi je bilo pozvano uključujući neke prijatelje glazbenike, ljude iz producentske kuće i jedan od Cobainovih najboljih prijatelja Dylan Carlson. Na kraju dana Cobain se složio da ponovno ode na rehabilitacijski program. Cobain je stigao u centar u Los Angelesu. Sljedeće večeri Cobain je izašao izvan ustanove da zapali cigaretu. Popeo se preko zida i pobjegao iz ustanove. U avionu je odletio natrag u Seattle. 2. i 3. travnja primijećen je na raznim lokacijama oko Seattlea, ali mnogi od njegovih prijatelja i članova obitelji nisu znali gdje se nalazi. 3. travnja Love je angažirala privatnog istražitelja da nađe. Četiri dana kasnije počele su kružiti glasine da se Nirvana raspada.
8. travnja 1994. godine tijelo Kurta Cobaina pronađeno je u njegovu domu. Našao ga je električar koji je došao instalirati sigurnosni sustav. Osim manje količine krvi koja je curila iz Cobainova uha, na njegovu tijelu nije bilo nikakvih znakova fizičkog nasilja. Velika količina heroina, koja je bila dovoljna za više overdosea bila je pronađena u krvi zajedno s velikom količinom lijekova. Cobainovo tijelo ležalo je u kući danima a prema stanju tijela ustanovljeno je da je Kurt Cobain umro 5. travnja 1994. Pronađeno je i oproštajno pismo koje je Kurt napisao:
"Za Boddaha
Govoreći jezikom iskusne budale koja bi očito rađe bila uškopljena, djetinjasta jadikovka. Ova poruka bi trebala biti poprilično jednostavna za razumjeti. Sva upozorenja punk rock-a 101 školovanja godinama, od mojeg upoznavanja s, mogli bi reći, etikama uključenim u nezavisnost i prihvaćanje vaše zajednice su se pokazala veoma istinitima. Nisam osjećao uzbuđenje slušajući kao i praveći glazbu zajedno s čitanjem i pisanjem već previše godina. Osjećam neopisivu krivnju zbog toliko toga.  Na primjer kad smo u backstage-u i svijetla se ugase i manično urlanje publike započne, to ne utječe na mene na isti način na koji jest Freddija Mercuryja, koji je očito volio, uživao u ljubavi i obožavanju publike što je nešto čemu se potpuno divim i na čemu mu zavidim. Činjenica je da, ne mogu vas zavarati, bilo koga od vas. Jednostavno nije pravedno prema vama ili meni. Najgori zločin kojeg mogu smisliti bio bi dribljati ljude sa zavaravanjem i pretvaranjem da se 100% zabavljam. Ponekad se osjećam kao da bi trebao imati vrijeme za udarac prije nego što išetam na pozornicu. Pokušao sam sve u mojoj moći da poštujem to (jesam, Bože, vjeruj mi da jesam, ali to nije dovoljno). Ja poštujem činjenicu da smo ja i mi utjecali i zabavili mnogo ljudi. Mora biti da sam ja jedan od onih narcisoida koji poštuju stvari tek kada ih izgube. Ja sam previše osjećajan. Morao bi biti blago mutav da bih povratio entuzijazam koji sam nekada imao kao dijete. U naše zadnje 3 turneje, dobio sam mnogo poštovanja od svih ljudi koje znam osobno, i kao fanova naše glazbe, ali još uvijek ne mogu preći preko frustracija, krivice i empatije koju imam za svih. Ima dobroga u svakome od nas i mislim da jednostavno volim ljude previše, toliko da se osjećam previše jebeno tužno.  Tužnu, malu, nezahvalnu, Ribu, Isusovog čovjeka. Zašto jednostavno ne uživaš u tome? Ne znam! Imam božicu od žene koja znoji ambiciju i empatiju i kćer koja me previše podsjeća na ono što sam bio, pun ljubavi i sreće, ljubeći svaku osobu koju upozna jer su svi dobri i nitko joj neće učiniti nažao. I to me straši do crte gdje mogu jedva funkcionirati. Ne mogu podnijeti misao kako Frances postaje očajan, samo-destruktivan, death rocker kakav sam ja postao. Shvaćam to dobro, veoma dobro, i zahvalan sam, ali od moje sedme godine, postao sam pun mržnje prema svim ljudima općenito. Samo zato što izgleda tako lako za ljude da se slažu i da imaju empatije. Empatija! Samo zato što volim i žao mi je ljudi previše, pretpostavljam. Hvala vam svima iz dubine mojeg gorućeg, mučnog stomaka za vaša pisma i brigu za vrijeme posljednjih godina. Ja sam previše čudna, zlovoljna beba! Nemam više strasti, i zato zapamtite, bolje je izgorjeti neko izblijedjeti. Mir, ljubav, empatija. Kurt Cobain
Frances i Courtney, bit ću na vašem oltaru.
Molim te nastavi Courtney, za Frances.
Za njezin život, koji će biti toliko sretniji bez mene.
VOLIM VAS, VOLIM VAS!"
10. travnja održano je javno bdjenje za Cobaina u parku u Seattleu na koje je došlo otprilike sedam tisuća ožalošćenih. Ranije snimljene poruke Courtney Love i Krista Novoselica puštene su na prisjećanju. Love je pročitala dijelove iz Cobainovog oproštajnog pisma i doživjela psihički slom, plačući i prekoravajući Cobaina. Pred kraj bdijenja Love je stigla u park i podijelila nešto Cobainove odjeće onima koji su još ostali. Cobainovo tijelo je kremirano i prosuto po rijeci Wishkah.

## Glazbeni utjecaji
Cobain je bio predani pionir alternativnog rocka. Njegovo interesiranje za glazbu počelo je kada mu je Buzz Osborne iz Cobainove omiljene grupe The Melvins posudio kasetu s punk rock sastavima. Uvijek je govorio o svojim glazbenim uzorima i pridavao više pozornosti sastavima koji su utjecali na njega nego na glazbu koju je on sam stvarao. Često je isticao utjecaj sastava The Pixies i govorio kako je "Smells Like Teen Spirit" slična njihovom zvuku.
Raniji i važniji glazbeni utjecaj na Cobaina imali su Beatlesi. Cobain se divio Johnu Lennonu kojeg je nazivao svojim idolom. Jednom je rekao kako je napisao pjesmu "About a Girl" nakon tri sata slušanja Beatlesa. Velik utjecaj na njega imali su punk rock i hardcore punk sastavi i često je naglašavao kako su sastavi Black Flag i Sex Pistols zaslužni za njegov umjetnički stil.
Osim navedenih sastava velik utjecaj na glazbu Nirvane imali su i sastavi iz 70-tih poput Black Sabbatha, Led Zeppelina Queena i Kissa. U ranijim danima Nirvane često su svirali obrade pjesama tih sastava. Najčešće Led Zeppelinove "Immigrant Song", "Dazed and Confused" i "Heartbreaker" te su napravili studijsku obradu pjesme Kissa "Do You Love Me".

## Ostavština
Nakon njegove smrti, Cobain je ostao zapamćen kao jedan od najznačajnijih i najvećih glazbenika u povijesti alternativne glazbe i glazbe uopće. 2005. U Aberdeenu, je postavljen znak u čast Kurtu Cobainu: "Welcome to Aberdeen - Come As You Are". Znak je platila udruga Cobain Memorial koja planira napraviti park i centar za mlade u čast Kurta Cobaina u Aberdeenu.
Budući da je Cobain kremiran i da nema groba, mnogi obožavatelji Nirvane u odavanju počasti posjećuju Viretta Park blizu Cobainova doma. Na godišnjicu njegove smrti, obožavatelji se skupljaju u parku i prisjećaju se njegova života i djela.

## Knjige i filmovi o Kurtu Cobainu
Od Cobainove smrti napisano je puno knjiga i snimljeno filmova kako bi se prikazao Cobainov život ali i dobro zaradilo.
Knjiga i filmova ima svakakvih. Naprimjer knjiga "Come As You Are - The story of Nirvana govori o tom slavnom sastavu od osnutka do Cobainove smrti. Dokumentarni film "Kurt i Courtney" govori o tome kako je Cobain ustvari ubijen i da je Courtney platila 50.000 dolara za Cobainovi glavu. 1999. godine izašla je knjiga "Who Killed Kurt Cobain?" koja govori o zavjerama o smrti glazbenika.

## Vanjske poveznice
- Kurt Cobain Biography  Arhivirana inačica izvorne stranice od 27. srpnja 2016. (Wayback Machine)